# 陳成甫
陳成甫（1521年—？），字光韶，浙江紹興府餘姚縣人，軍籍，明朝政治人物。

## 生平
浙江鄉試第七十五名舉人。嘉靖三十八年（1559年）中式己未科會試第三十名，二甲第三十四名進士。历官刑部员外郎，隆慶元年（1567年）四月升江西按察司佥事，四年七月被革职。

## 家族
曾祖陳杞宗；祖父陳仕律；父陳璉。嫡母周氏；生母莊氏。严侍下。弟成岳。